# Попеску, Николае
Николае Попеску (рум. Nicolae Popescu; 6 октября 1835, Зорленцу-Маре, Австрийская империя — 24 декабря 1877, Лугож, Австро-Венгрия — румынский художник.

## Биография
Родился в бедной крестьянской семье. Его отец занимался иконописью. Художественный талант проявил в раннем возрасте. Сперва учился у Михая Велчеляну в Бокша.
В 1860 году поступил в венскую Академию изобразительных искусств. После окончания академии, получив стипендию, отправился в Рим, где оставался до 1870 года, выполняя заказы, полученные им в Италии, а также создал ряд икон для иконостасов церквей. Добился заметных успехов в Риме. По некоторым данным, Попеску продал Папе Пию IX за сумму в 30 000 фунтов стерлингов одну из своих работ.
В 1870 годы интенсивно занимался иконописью и украшением церквей в Италии и на родине.
Писал в реалистичной манере. Создал ряд портретов.

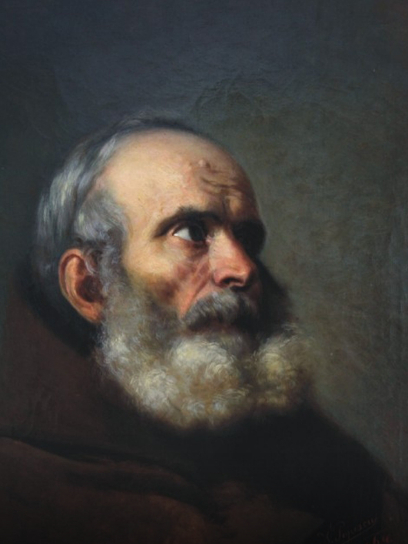
Портрет монаха

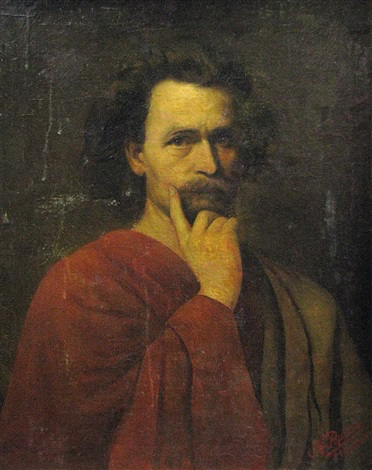
Мужчина в красном плаще

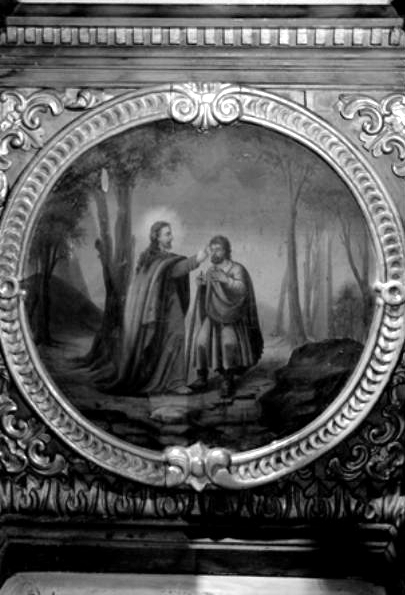
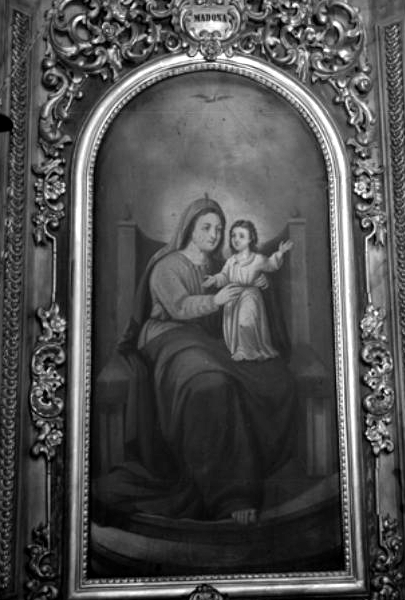
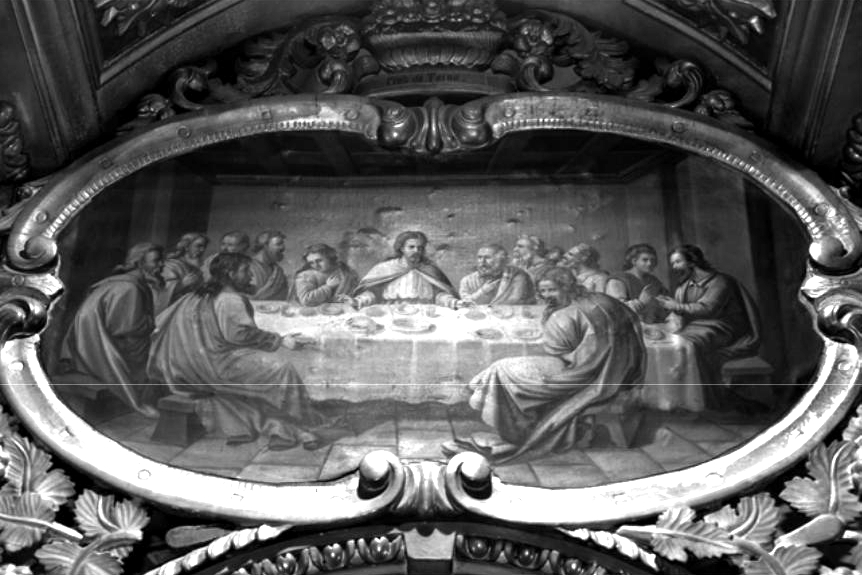